# Gustavo Zagrebelsky

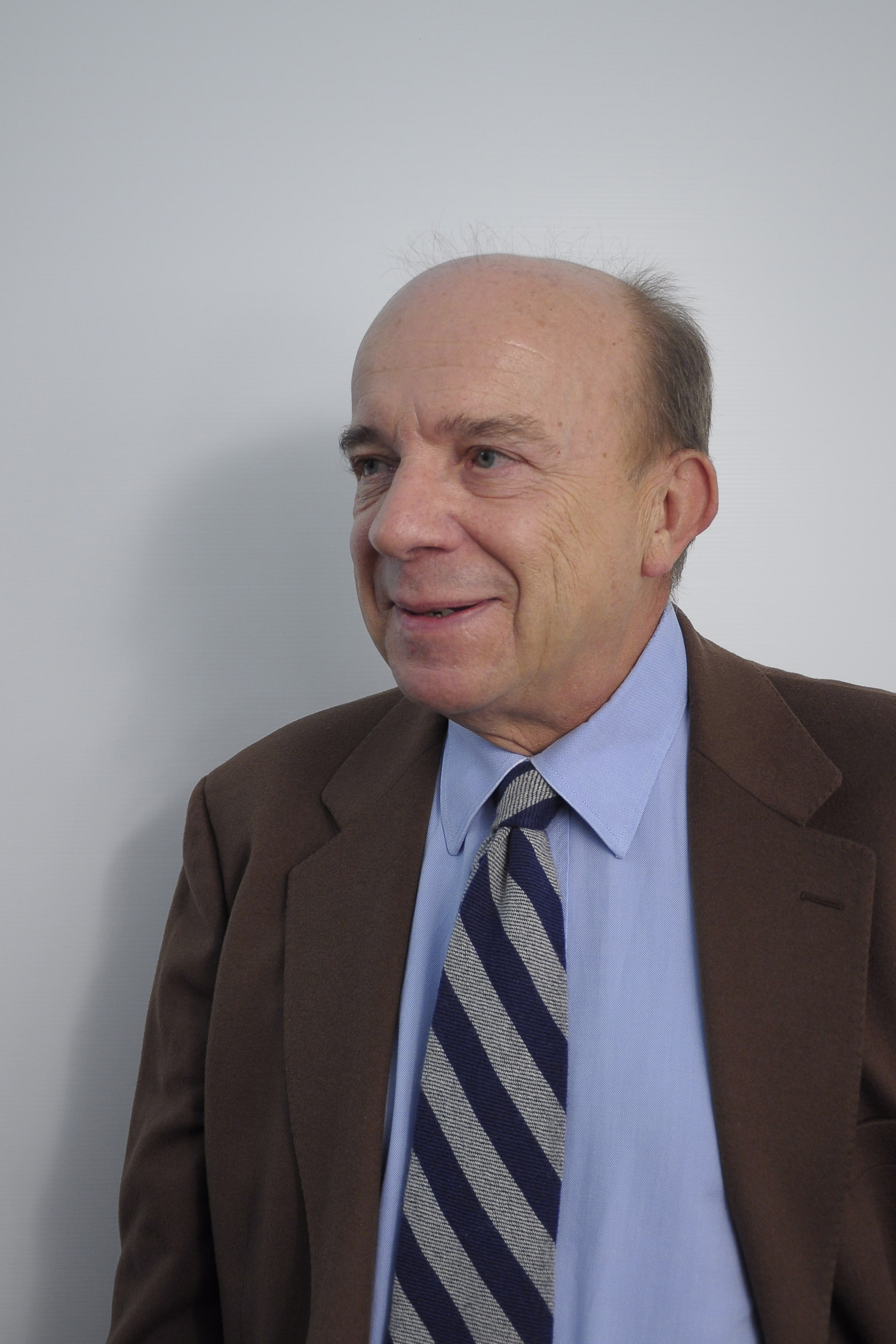
Zagrebelsky in 2011

Gustavo Zagrebelsky (San Germano Chisone, 1 juni 1943) is een Italiaans rechter en auteur. Hij zetelde in het constitutioneel hof (1995-2004), dat hij tegen het einde van zijn mandaat voorzat, en schreef talrijke boeken, essays en artikelen over staatsrecht.          

## Biografie
Zagrebelsky was professor constitutioneel recht aan de universiteit van Turijn en aan de universiteit van Sassari. President Scalfaro benoemde hem op 9 september 1995 tot rechter in het Corte costituzionale te Rome. In 2004 werd hij nog een negental maanden voorzitter, waarna zijn mandaat afliep. Hij keerde terug naar de universiteit tot zijn emeritaat in 2009. Ook daarna bleef hij nog doceren in Turijn, Napels en Milaan. Hij is corresponderend lid van de Accademia dei Lincei.
In zijn juridisch denken hangt Zagrebelsky een dualistische visie aan die lex (wet naar de vorm) combineert met ius (recht naar de inhoud). Beide aspecten moeten tegelijk vervuld zijn. Wanneer het dualistische ideaal teloorgaat en enkel acht wordt geslagen op het procedurele of enkel op het rechtvaardige, vervallen we in juridisch nihilisme. Dat maakt volgens Zagrebesky opgang in onze tijd.
Hij is auteur van tientallen boeken. In de jaren '70 en '80 publiceerde hij vooral handboeken en thematische werken over staatsrecht. Vanaf de jaren '90 kregen rechtsfilosofische, historische en politieke dimensies meer ruimte in zijn publicaties. Verschillende van zijn boeken zijn vertaald in het Spaans, Frans en Duits. Bekend is Il diritto mite ('Het zachte recht'), waarin hij een synthese bracht van zijn conceptie van het recht en de taak van de rechter. Na het falen van het positivisme is de formele logica ontoereikend om open constitutionele normen in te vullen en moet de rechter gebruik maken van zijn praktische rede.
Na zijn passage in het grondwettelijk hof werd Zagrebelsky een actief deelnemer aan het publieke debat. Hij schreef regelmatig bijdragen voor kranten als La Repubblica en La Stampa. In de aanloop naar het grondwettelijk referendum van 2016 trad hij naar voren als een tegenstander van de grondwetswijziging voorgesteld door de regering. Op televisie ging hij daarover in debat met premier Matteo Renzi (uitgezonden op La7 op 30 september 2016).

## Publicaties (selectie)
- La giustizia costituzionale, 1977 (derde herziene editie: 2012)
- Il diritto mite. Legge, diritti, giustizia, 1992
  - El derecho dúctil. Ley, derecho, justicia, 1996
  - Le droit en douceur, 2000
- Storia e Costituzione, in: Il futuro della Costituzione, 1996
  - Historia y constitución, 2005
- Principî e voti. La Corte costituzionale e la politica, 2005
  - Principios y votos. El Tribunal constitucional y la política, 2008
- Imparare democrazia, 2007
- Guida. Il tradimento fedele, 2007
- Contro l'etica della verità, 2008
- Sulla lingua del tempo presente, 2010
- Contro la dittatura del presente. Perché è necessario un discorso sui fini, 2014
  - Gegen die Diktatur des Jetzt. Gründe für ein Gespräch über Mittel und Zweck, 2017
- Liberi servi. Il Grande Inquisitore e l'enigma del potere, 2015